# Коспас-Сарсат

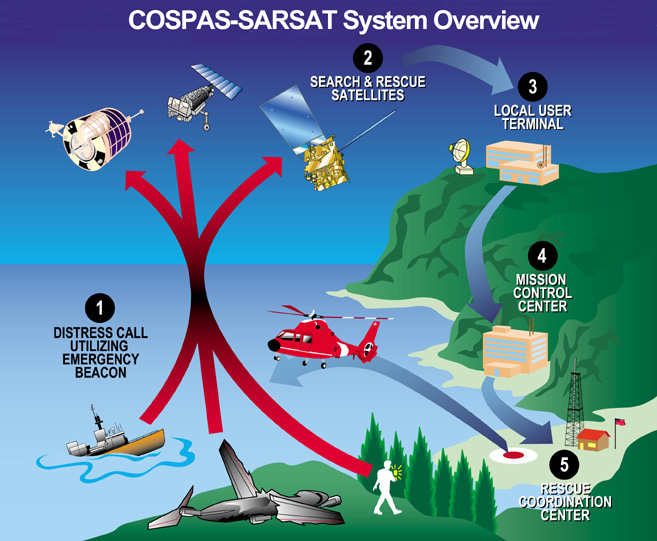
Схема функционирования системы Коспас-Сарсат

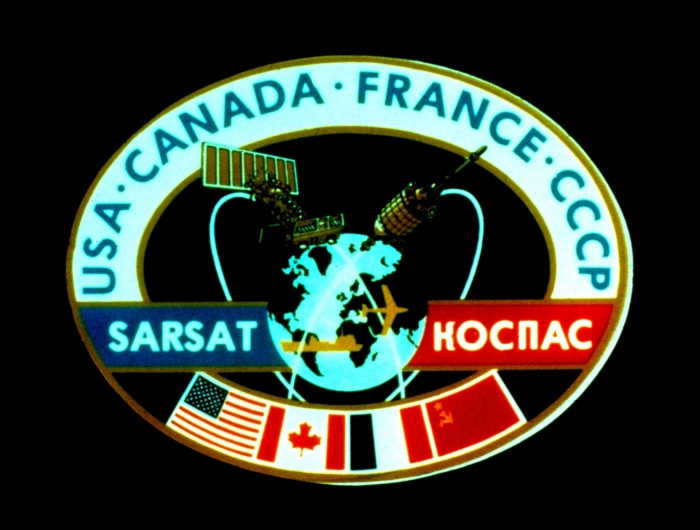
Эмблема до 1992 года

Коспас-Сарсат (англ. Cospas-Sarsat) — международная спутниковая поисково-спасательная система. При аварийных ситуациях на судах и самолётах оповещает о бедствии и местоположении персональных радиобуёв, установленных на них. Название скомпоновано из русской и английской аббревиатур: КоСПАС (Космическая Система Поиска Аварийных Судов) — SARSAT (Search And Rescue Satellite-Aided Tracking).
Международная спутниковая система «КОСПАС-SARSAT» — одна из основных частей ГМССБ и предназначена для обнаружения и определения местоположения судов, самолётов и других объектов, потерпевших аварию. Система «КОСПАС-SARSAT» одобрена Международной морской организацией (ИМО) и Международной организацией гражданской авиации (ИКАО). Система образована в 1977 году на основе международного сотрудничества СССР (КОСПАС) с одной стороны и США, Канады и Франции (SARSAT) с другой. Функционирование «КОСПАС-SARSAT» началось с запуска 30 июня 1982 года советского спутника «Космос-1383» (другое название — КОСПАС-1).
Первый практический случай спасения людей с помощью системы произошел 10 сентября 1982 года ещё на стадии отработки технических средств системы, когда советский спутник «Космос-1383» ретранслировал сигнал бедствия с разбившегося в горах Канады небольшого самолёта. Аварийный сигнал через спутник был принят канадской наземной станцией. В результате спасательной операции были спасены три человека.

## История
Вместе с бурным развитием авиации и мореплавания во второй половине XX века, во многих странах остро встал вопрос об обеспечении поиска и спасения аварийных судов и самолетов. С 1971 года в США начался процесс оснащения авиации общего назначения аварийными радиомаяками, работающими на частоте 121,5 МГц. К середине 1970-х их количество достигло 250 тысяч. Одновременно исследовалась возможность использования низкоорбитальных спутников для обнаружения и локализации радиомаяков. Исследовательским центром связи (CRC) при Департаменте связи Канады разрабатывалась технология спутникового определения местоположения источника сигнала на основе доплеровской обработки. Вскоре к этим работам подключились НАСА и НOAA (Национальная администрация по атмосфере и океанам, США), НОАА, одновременно, участвовала и во французском проекте «Argos», в рамках которого решалась техническая проблема отслеживания со спутников различных объектов, от судов до животных, в любой точке земного шара с использованием маломощных радиомаяков на частоту 401 МГц. В СССР вопросами разработки и использования аварийных морских радиобуев на частоту 406 МГц, выделенную Международным Союзом Электросвязи для этих целей, занималось агентство «Морсвязьспутник» при Министерстве морского флота, координировал работы Институт космических исследований АН СССР.
Создание советского сегмента системы КОСПАС-САРСАТ началось постановлением ЦК КПСС и Совета Министров СССР от 26.01.1977 №81-84 и постановлением Совета Министров СССР от 12.01.1978 №33-15 «О проведении работ по созданию совместно с США, Канадой экспериментальной спутниковой системы для определения местоположения самолетов, потерпевших аварию». Затем последовало предварительное соглашение заключенное в Гамбурге 27 апреля 1979 года между СССР, США, Францией и Канадой.
23 ноября 1979 г. в Ленинграде подписан первый меморандум о взаимопонимании (MOU) между Национальным центром по исследованию космоса Франции (КНЕС), Департаментом связи Канады, Министерством морского флота СССР и Национальным аэрокосмическим агентством США (NASA). Проект рассматривался как экспериментальный, преследовавший цели поиска и спасения из гуманитарных соображений. Кооперация стран строилась без обмена фондами и без взаимной передачи технологий, советский сегмент получил название КОСПАС, Американо-Канадско-Французский - САРСАТ (SARSAT). Основными задачами, решаемыми на первом этапе стали вопросы совместимости космического сегмента и взаимного обмена информацией. Первый план реализации системы КОСПАС-САРСАТ (CSIP) был подписан 22 мая 1980 года.
Техническими руководителями были назначены: КОСПАС - Юрий Федорович Макаров. САРСАТ - Бернард Трудел (Bernard Trudel) США, Даниэль Людвиг (Daniel Ludwig) — Франция и 
Харви Верстюк (Harvey Werstiuk) — Канада.
30 июня 1982 г. с космодрома Плесецк на орбиту с параметрами 1041×1004 км и наклонением 83° запущен первый спутник «КОСПАС-1» («Космос-1383»). 10 сентября 1982 г. при помощи спутника состоялось первое успешное спасение трех человек с разбившегося в горах Британской Колумбии легкомоторного самолета «Цесна-172». Утром 9 сентября, совершая полет в условиях плохой видимости, самолет столкнулся со склоном горы. Средства связи оказались разбиты, удалось запустить только аварийный радиомаяк на частоту 121,5 МГц. Находившиеся на борту Ван Амельсвурт, Джон Зайгихайм и Джордж Химскерк получили серьезные ушибы, переломы и страдали от холода, поднявшийся в тот же день с военной базы самолет не смог обнаружить сигналы маяка, однако в 4 часа утра 10 сентября ретранслированный спутником «КОСПАС-1» радиосигнал был принят на поисковой базе Ширли Бэй вблизи Оттавы и повторно высланный самолет быстро обнаружил место катастрофы. Событие получило широкий резонанс в печати.
Вскоре к участию в системе подключились Болгария, Венесуэла, Великобритания и Норвегия. Готовность присоединиться к проекту выразили Австралия, Бразилия, Дания, Индия, Испания, Италия, Нидерланды, Чили, Швейцария, Швеция, Япония и др. В 1985 году КОСПАС-САРСАТ был официально объявлен в рабочем состоянии. В СССР система официально принята в эксплуатацию 8 декабря 1987 года.
Наличие большого парка старых радиомаяков на частоты 121,5 МГц и 243 МГц позволило КОСПАС-САРСАТу быстро включиться в работу и показать эффективность, однако конструкция передатчиков этих радиомаяков не предусматривала использования доплеровских измерений. Низкая стабильность и плохая спектральная чистота сигнала вкупе с большим количеством помех на данных частотах не позволяли гарантировать точность определения местоположения выше 20 км, поэтому сразу же начался процесс их постепенного вывода из эксплуатации и замены на более совершенные АРБ, АРМ и ПРБ 406 МГц, которые обеспечивали доплеровскую точность определения координат до 1 - 2 км.
Радиомаяки в КОСПАС-САРСАТ делятся на 3 типа:
- АРБ - аварийный радиобуй для использования на море;
- АРМ - аварийный радиомаяк для использования в авиации;
- ПРБ - персональный (переносной) радиобуй для личного использования людьми в различных средах.

В первоначальном варианте, каждая из стран СССР, США и Франция обязались поддерживать на НОО по 2 спутника. Система считалась рабочей при функционировании не менее 4-х спутников.
С января 1992 года обязательства СССР в рамках программы КОСПАС-САРСАТ официально перешли к России.
С 1 августа 1993 г. спутниковые аварийные радиобуи (АРБ) признаны обязательными для судов, подпадающих под Конвенцию СОЛАС (Международная конвенция по охране человеческой жизни на море). Начался бум продаж АРБ 406 МГц.
С октября 1998 г. в КОСПАС-САРСАТ начали работать спутники на геостационарных орбитах (система ГССПС), это позволило уменьшить время обнаружения сигнала с 1,5 - 2 часов до 10 минут.
В 2004 году появились первые АРБ 406 со встроенным GPS приемником, способным передавать свои координаты на спутник.
5 мая 2005 года  КОСПАС-САРСАТ дополнен системой охранного оповещения (ССОО).
2009 г. полностью прекращена спутниковая обработка устаревших радиобуев 121,5 МГц и 243 МГц.
С 1982 по 2017 годы при помощи системы КОСПАС-САРСАТ спасено 41750 жизней и проведено 11750 спасательных операций.
В 2015 году в эксплуатации находилось около 2 миллионов радиобуев АРБ 406 МГц.

## Принцип доплеровского определения координат и режим работы маяка
Спутник, двигаясь по круговой полярной орбите (проходящей через полюса), оставляет на поверхности Земли условную проекцию траектории своего движения. При обнаружении радиосигнала от аварийного буя, бортовая аппаратура фиксирует характер изменения частоты принимаемого сигнала, вызванной скоростью движения относительно источника радиоизлучения. Во время приближения к источнику частота выше номинала, при удалении - ниже номинала. Момент перехода через среднее значение совпадает с моментом нахождением спутника над пересечением проекции его движения и перпендикуляра к источнику сигнала. Удаление от точки пересечения до источника сигнала определяется по скорости изменения частоты. Чем больше удаление, тем скорость изменения частоты ниже и наоборот. Разрешение неоднозначности в определении направления «вправо-влево» происходит при учете дополнительного доплеровского смещения за счет вращения Земли. Таким образом спутник определяет местоположение радиомаяка (радиобуя) и фиксирует его в своей бортовой памяти. Затем, при проходе в зоне наземной станции слежения, спутник сообщает координаты на землю на частоте 1544,5 МГц.
При обработке сигналов маяков старого парка (ELT) 121,5/243 МГц, спутником осуществляется только прямая ретрансляция сигнала. Расчеты и определение координат производит наземная станция.
В целях экономии питания, радиобуй 406 МГц работает в импульсном режиме. Период передачи длится около 0,5 сек, пауза 50 сек, этого достаточно для определения координат. Кроме того, в импульсе передачи содержится 88 битная информационная PSK-посылка, в которой может содержаться код страны, регистрационный номер буя а также другие данные.

## Краткое описание

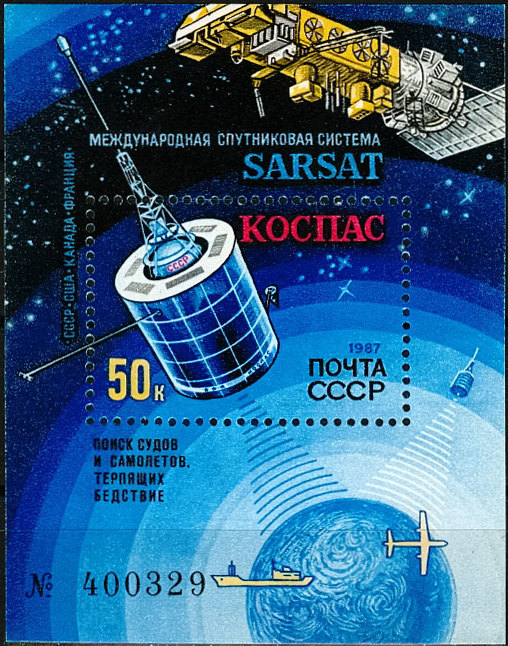
Международная спутниковая система SARSAT-КОСПАС, поиск судов и самолётов, терпящих бедствие, почтовая марка СССР, 1987 год

Состоит из шести низкоорбитальных спутников, расположенных на околополярной орбите, девяти геостационарных спутников, локальной земной станции связи, центра управления и координационно-спасательных центров. Абонентами системы являются спутниковые аварийные радиобуи.
Коспас-Сарсат находится сейчас в процессе модернизации своей спутниковой системы, размещая поисково-спасательные приёмники на новых спутниках GPS (управляемых США), на навигационных спутниках России «Глонасс-К» и на европейских навигационных спутниках Galileo, вращающихся вокруг Земли на высоте от 19 тыс. до 24 тыс. км и находящихся на средней орбите.
Этот компонент «Коспас-Сарсат» известен как «Среднеорбитальная спутниковая система поиска и спасения» (СССПС = MEOSAR). Это дополнение к существующим системам НССПС (LEOSAR) и ГССПС (GEOSAR). После пуска в эксплуатацию эта система существенно улучшит скорость и точность местоопределения аварийных радиобуёв.
В разработке и вводе в эксплуатацию спасательной системы принимали участие СССР (в дальнейшем Россия), США, Канада и Франция. Советская часть системы — Коспас (Космическая Система Поиска Аварийных Судов), иностранная — Sarsat (Search And Rescue Satellite-Aided Tracking).
Функционирование спутниковой части системы осуществляется на частоте 406,025 МГц, взаимодействие с поисковыми самолётами — на частоте 121,5 МГц. Оба передатчика устанавливаются на автоматический радиобуй «АРБ-406», и по сигналу на частоте 406 МГц спутник системы с помощью эффекта Доплера может самостоятельно определить координаты объекта. До появления системы и в первые годы её функционирования в качестве аварийных передатчиков использовались маломощные на частоте 121,5 МГц для поиска с самолётов. Система могла принимать сигнал и от них, но в этом случае она просто ретранслировала его на землю, где и определялись координаты объекта.
На начало 2002 года с помощью системы КОСПАС-SARSAT спасено более 10 000 человек. В одном только 1998 году произведено 385 спасательных операций, в результате которых было спасено 1334 человека.
5 декабря 1997 года на заседании межведомственной комиссии Министерства по чрезвычайным ситуациям (МЧС) России принято решение рассматривать систему КОСПАС-SARSAT как необходимый элемент организации поиска и спасания объектов, попавших в кризисную ситуацию.
С 1 февраля 2009 года прекращена обработка сигналов ELT, работающих на частотах 121,5/243 МГц.

## Состав системы

### Космический сегмент системы[7][8]
- Спутники на низкой орбите Земли (НССПС, LEOSAR)
- Спутники на средней орбите Земли (СССПС = MEOSAR)
- Спутники на геостационарной орбите Земли (ГССПС, GEOSAR)

#### Спутники на низкой орбите Земли (НССПС, LEOSAR)
- Сарсат-7 (на борту NOAA-15)
- Сарсат-8 (на борту NOAA-16)
- Сарсат-10 (на борту NOAA-18)
- Сарсат-11 (на борту MetOp-A)
- Сарсат-12 (на борту NOAA-19)
- Сарсат-13 (на борту MetOp-B)

Спутники на средней орбите Земли (СССПС = MEOSAR)
- Глонасс-К1 № 11
- Глонасс-К1 № 12

#### Спутники на геостационарной орбите Земли (ГССПС, GEOSAR)
- GOES-13 (East) (75° з.д.)
- GOES-14 (105° з.д.) (в резерве)
- GOES-15 (West) (135° з.д.)
- INSAT 3A (93,5° в.д.)
- INSAT 3D (82° в.д.) (тестовые испытания)
- MSG-2 (9,5° в.д.)
- MSG-3 (0°)
- Электро-Л № 1 (76° в. д.)
- Электро-Л № 2 (14° з. д.)
- Электро-Л № 4 (146° в. д.)
- Луч-5А (167° в. д.)
- Луч-5В (94° в. д.)

#### Аварийные радиобуи

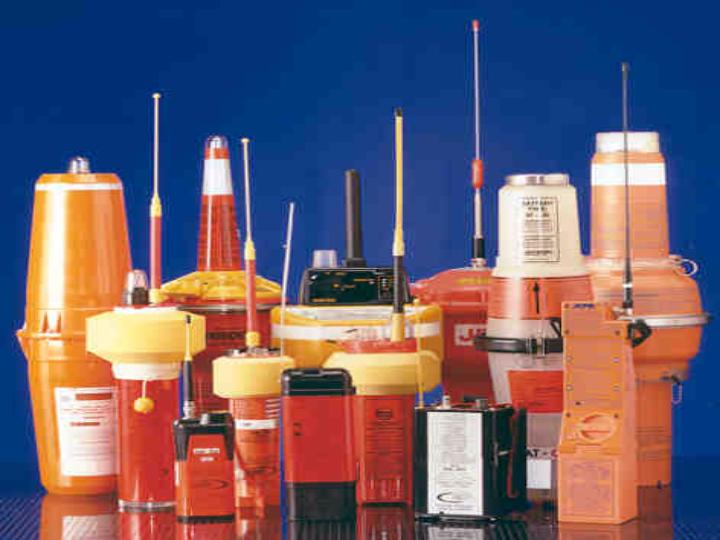
Аварийные радиобуи первого поколения (АРБ-406).

### Наземный сегмент системы
- Аварийные радиобуи
- Наземные приёмные станции
- Координационные центры системы

#### Наземные приёмные станции
Существует два типа станций приёма и обработки информации (СПОИ) в Системе Коспас-Сарсат. Те, что предназначены для работы с группировкой спутников системы НССПС, называются НИОСПОИ (LEOLUTs), а те, что предназначены для работы с группировкой спутников системы ГССПС, носят название ГЕОСПОИ (GEOLUTs).